# هیز آلن جنکینز
هیز آلن جنکینز (انگلیسی: Hayes Alan Jenkins؛ زادهٔ ۲۳ مارس ۱۹۳۳) اسکیت‌باز نمایشی اهل ایالات متحده آمریکا بود.
از افتخارات وی می‌توان به کسب مدال طلا در بازی‌های المپیک زمستانی ۱۹۵۶ اشاره کرد.